# Cătălin Boboc
Cătălin Boboc (n. 18 mai 1976, Brăila, România) este un senator român, ales în 2012. 